# Grant Allen

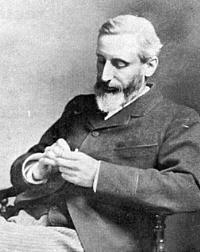
Grant Allen

Charles Grant Blairfindie Allen (Kingston, Ontario, 24 de febrero de 1848-Hindhead, Surrey, 25 de octubre de 1899) fue un escritor científico, y novelista canadiense, destacado defensor de la teoría de la evolución y divulgador del darwinismo.

## Biografía
Su padre era el Reverendo Joseph Antisell Allen, un pastor protestante irlandés emigrado a Canadá durante el hambre de la patata. Su madre era hija del quinto Barón de Longueuil. Era aún muy niño cuando sus padres abandonaron también Canadá para residir en los Estados Unidos y luego a Francia, antes de establecerse en el Reino Unido, donde él comenzó sus estudios, al principio en Birmingham, luego en el Merton College de Oxford y después en Francia.
Empezó a enseñar en la Universidad de Brighton y luego en un colegio negro de Kingston (Jamaica), pero abandonó la enseñanza por la escritura en 1876 y se instaló definitivamente en Gran Bretaña. A pesar de ser hijo de un pastor protestante, se convirtió en un agnóstico y un socialista y escribió en un principio artículos para la Pall Mall Gazette de William Thomas Stead, sobre todo ensayos de divulgación científica, y fue un ardiente defensor de las teorías darwinistas y en psicología del asociacionismo de Herbert Spencer.
A partir de 1884 se volvió hacia la ficción y escribió una treintena de novelas hasta su muerte. Algunas de ellas eran de un feminismo avanzado, como The Woman Who Did (1895), y causaron escándalo. Fue asimismo un escritor de ficción científica con, por ejemplo, The British Barbarians (1895), que evocaba un viaje a través del tiempo. Su héroe recurrente en la narrativa policiaca, el coronel Clay, se parece a Arsenio Lupin. H. G. Wells lo cita en su obra La máquina del tiempo: "Me vino a la mente una extraña teoría de Grant Allen que me divirtió. Si cada generación que muere deja sus fantasmas, argumentaba, al final el mundo estará superpoblado de ellos". 

### Muerte y publicaciones póstumas
Falleció de cáncer de hígado en su casa en Haslemere, Inglaterra, el 25 de octubre de 1899.

## Obras más importantes

### Ensayos
- Physiological Aesthetics ("Estética fisiológica"), 1877.
- The Evolutionist at Large ("El evolucionista en libertad"), 1881.

### Novelas
- (1877). Physiological Æsthetics.
- (1879). The Colour-Sense: Its Origin and Development
- (1881). Evolutionist at Large.
- (1881). Vignettes from Nature.
- (1882). The Colours of Flowers.
- (1883). Colin Clout's Calendar.
- (1883). Flowers and Their Pedigrees.
- (1884). Philistia. Allen's FIRST NOVEL.
- (1884). Strange Stories. Short Stories.
- (1885). Babylon. A novel in 3 volumes.
- (1886). For Mamie's Sake.
- (1886). In All Shades.
- (1887). The Beckoning Hand and Other Stories. Short Stories
- (1888). This Mortal Coil: A Novel.
- (1888). Force and Energy.
- (1888). The Devil's Die ("El dado del diablo").
- (1888). The White Man's Foot.
- (1889). Falling in Love.
- (1889). The Tents of Shem.
- (1890). Wednesday the Tenth.
- (1890). The Great Taboo.
- (1891). Dumaresq's Daughter.
- (1891). What's Bred in the Bone.
- (1892). The Duchess of Powysland.
- (1893). The Scallywag.
- (1893). Michael's Crag.
- (1894). The Lower Slopes.
- (1894). Post-Prandial Philosophy.
- (1895). The British Barbarians ("Los bárbaros ingleses").
- (1895). At Market Value.
- (1895). The Story of the Plants.
- (1895). The Desire of the Eyes.
- (1895). The Woman Who Did.
- (1896). The Jaws of Death.
- (1896). A Bride from the Desert.
- (1896). Under Sealed Orders.
- (1896). Moorland Idylls.
- (1897). An African Millionaire. Colonel Clay's novel.
- (1897). The Evolution of the Idea of God.
- (1897). Paris.
- (1897). The Type-writer Girl.  (como Olive Pratt Rayner)
- (1897). Tom, Unlimited.  (como Martin Leach Warborough)
- (1898). Flashlights on Nature.
- (1898). The Incidental Bishop.
- (1898). Venice.
- (1899). The European Tour.
- (1899). A Splendid Sin.
- (1899). Miss Cayley's Adventures. Novela detectivesca.
- (1899). Twelve Tales: With a Headpiece, a Tailpiece, and an Intermezzo.
- (1900). Hilda Wade. Novela detectivesca finalizada por Arthur Conan Doyle.
- (1900). Linnet.
- (1901). The Backslider.
- (1908). Evolution in Italian Art.
- (1909). The Hand of God.
- (1909). The Plants.